# Uus Anatoomikum
Le nouveau bâtiment d'anatomie (en estonien estonien : Uus Anatoomikum) est un bâtiment du quartier  Kesklinn de Tartu en Estonie.

## Présentation
Le nouvel Anatoomikum est un bâtiment de style néo-Renaissance construit en tant que bâtiment d'enseignement pour la Faculté de médecine de l'Université de Tartu.
L'édifice est situé à l'adresse Näituse tänav 2, dans le parc Kassitoome.
Le bâtiment a été construit en 1886–1888.
Le nouveau bâtiment d'anatomie a été conçu par l'architecte universitaire Reinhold Guleke (1834–1927) sur la base des plans du professeur Richard Thoma (1847–1923), directeur de la chaire d'anatomie pathologique. Le projet final a été achevé avec l'architecte Rudolf von Bernhardt (1819–1887).
C'était le plus grand nouveau bâtiment de l'université à la fin du XIXe siècle.
Les départements de pathologie et de physiologie ainsi que le département d'hygiène de la faculté de médecine, ont été installés dans le nouvel Anatoomikum en 1895.
En 1886-1888, un spacieux bâtiment en pierre de deux étages de style néo-Renaissance a été construit avec un corps rectangulaire de laboratoires et de salles de travail et une rotonde séparée, qui abritait deux auditoriums avec des rangées de bancs s'élevant comme un amphithéâtre et une salle d'autopsie.
Un petit couloir reliait les deux parties du bâtiment.
En 1897, les côtés du couloir ont été construits selon le projet de Reinhold Guleke, et ainsi le bâtiment est devenu plus compact.
Reinhold Guleke a géré les activités de construction de l'université pendant 25 ans. Il a également conçu le premier dortoir de l'université a l’adresse Liivi 4 (archives historiques estoniennes), des ajouts à la clinique des yeux et des femmes, les bâtiments des congrès des sociétés estoniennes et livoniennes, etc.
Depuis le semestre d'automne 2013, le département de psychologie et le département de pédagogie spécialisée de l'Université de Tartu sont installés dans le nouvel Anatoomikum.
Le centre de langues de l'Université de Tartu s'y trouvait autrefois.
Dans le bâtiment, il y a une plaque commémorative au recteur de l'université, le physiologiste Alexander Schmidt, dont le buste est situé dans le parc Kassitoome, juste en face de la rue Näituse tänav.

## Galerie

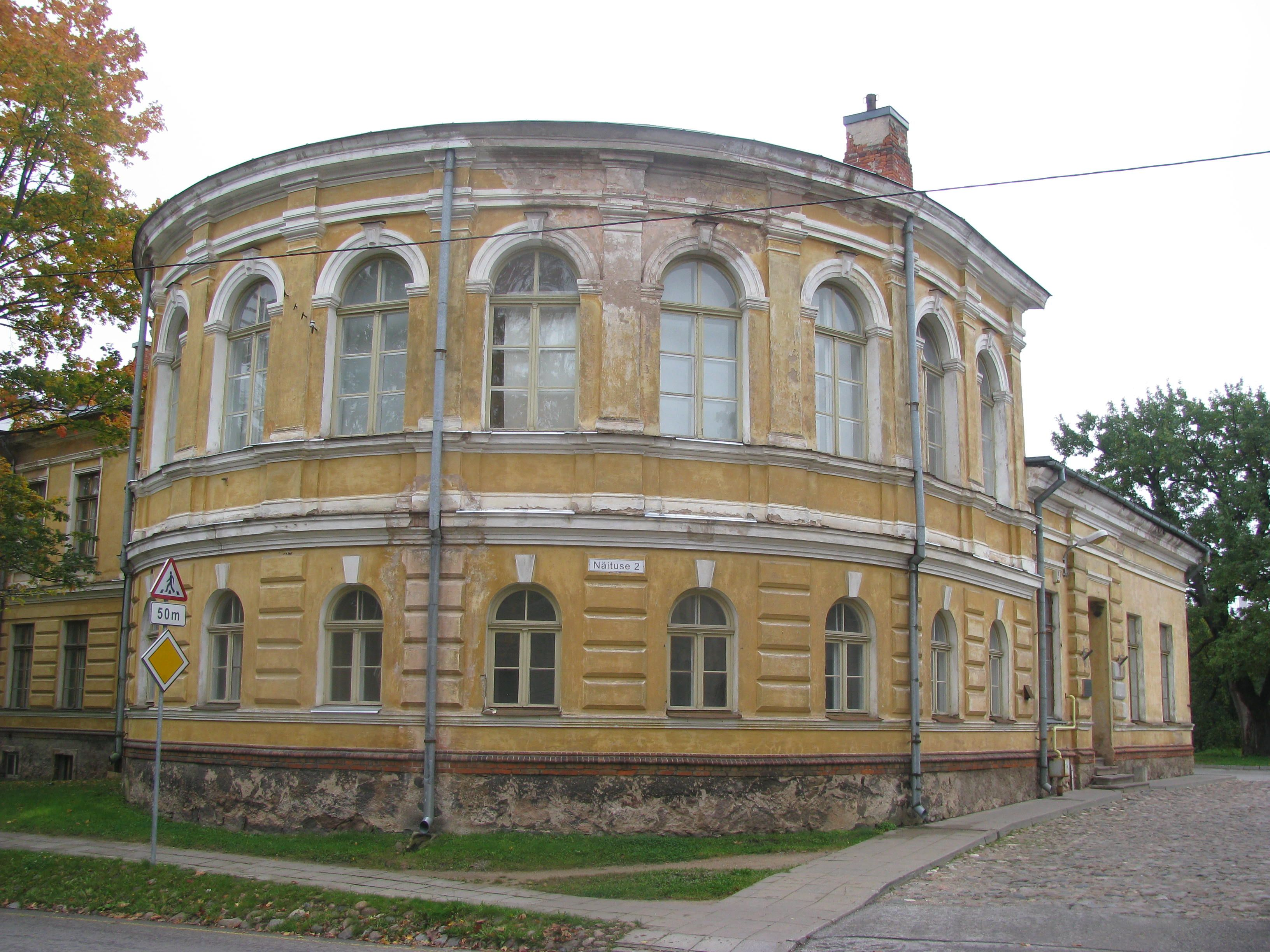
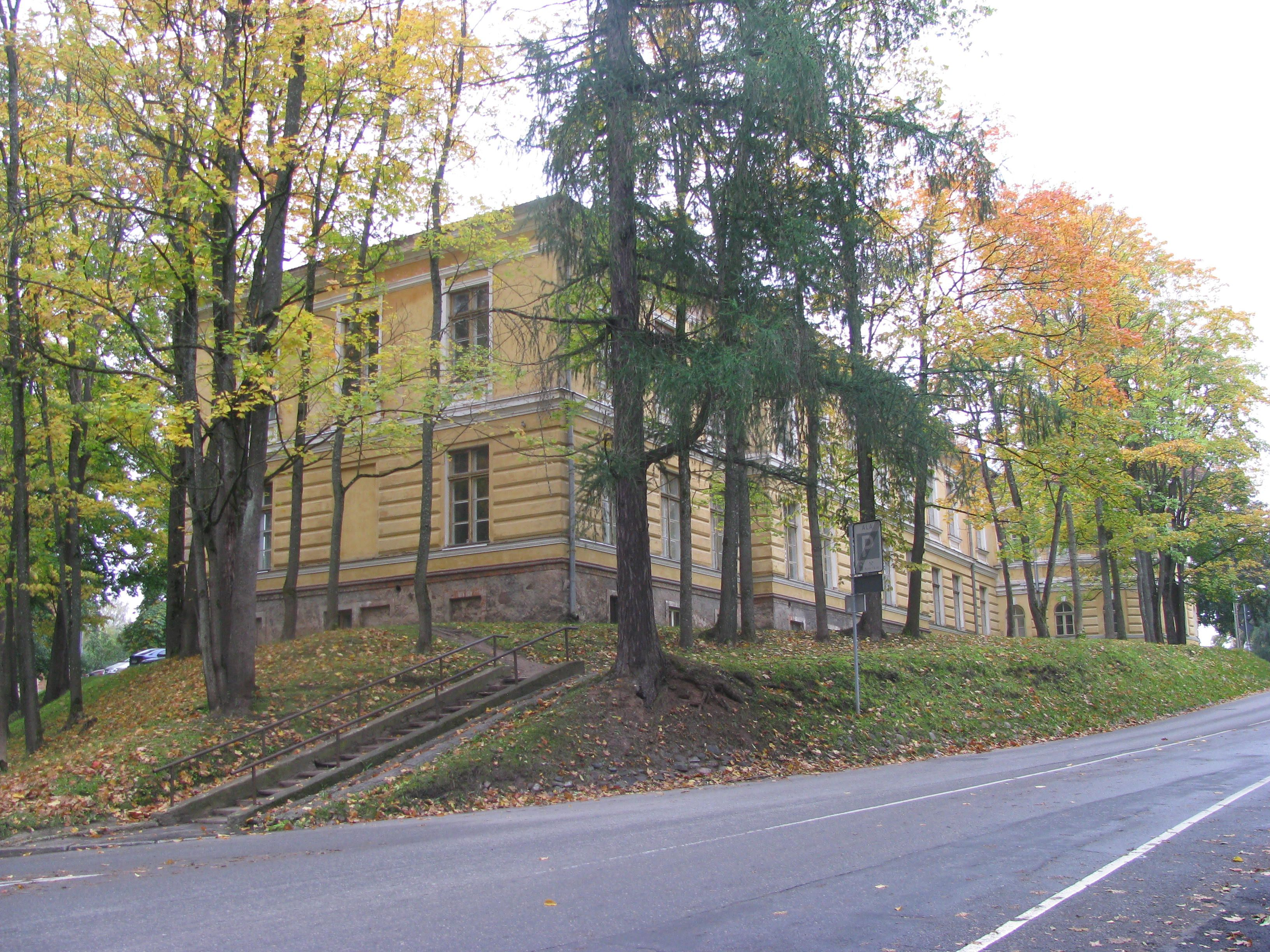
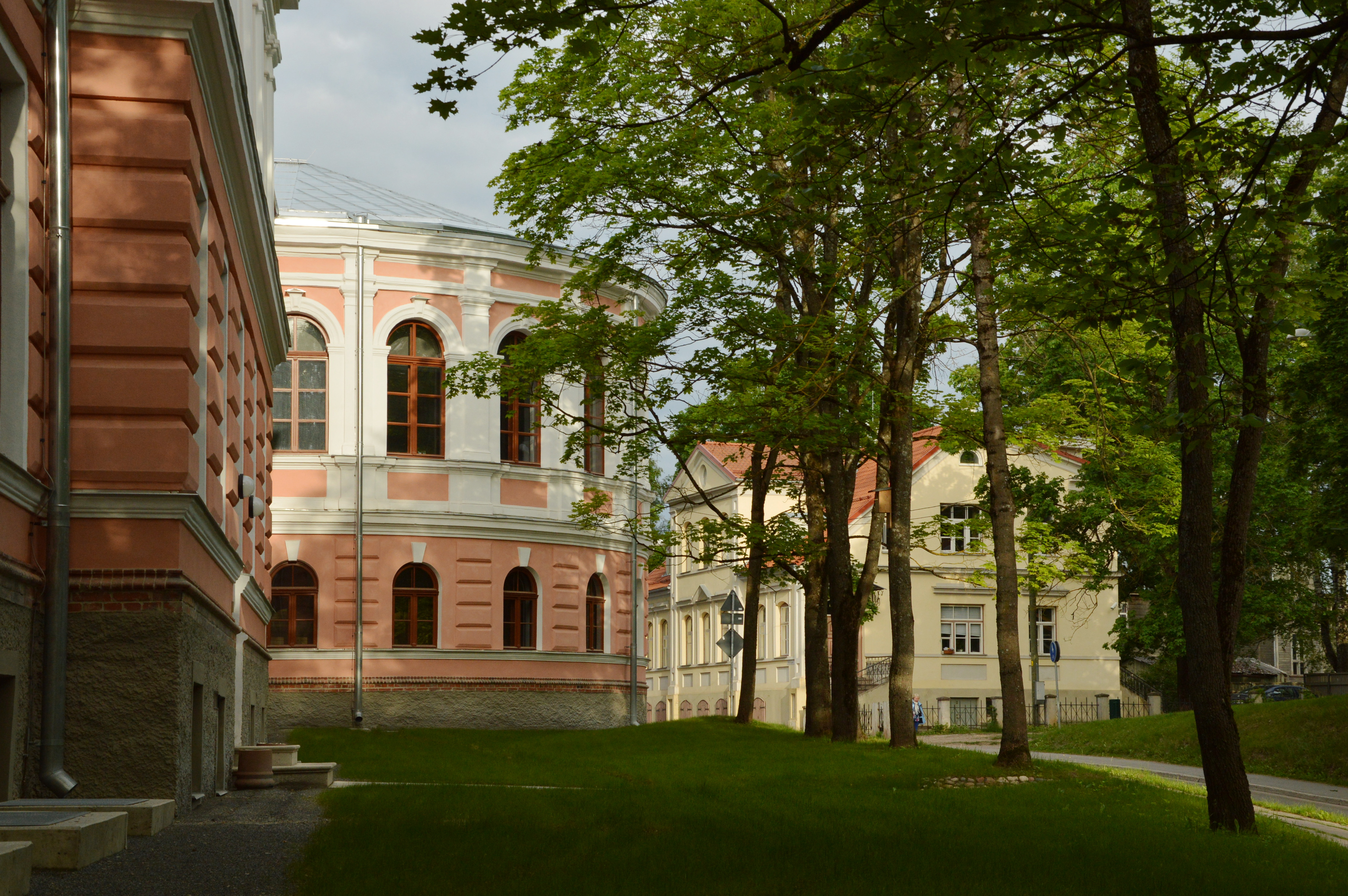

### Liens  externes
- Ressource relative à l'architecture :   - Kultuurimälestiste